# Ricciaceae
Ricciaceae là một họ rêu trong bộ Marchantiales.